# Gromozowo
Gromozowo (ros. Громозово) – wieś w Rosji, w rejonie kiczmiengsko-gorodieckim obwodu wołogodzkiego. W 2010 r. liczyła 3 mieszkańców.